# مودنباخ
مودنباخ (به آلمانی: Mudenbach) یک شهر در آلمان است که در وستروالدکرایس واقع شده‌است. مودنباخ ۸۰۸ نفر جمعیت دارد.